# یواس‌اس پاپی (۱۸۶۳)
یواس‌اس پاپی (۱۸۶۳) (به انگلیسی: USS Poppy (1863)) یک کشتی بود که طول آن ۸۸ فوت (۲۷ متر) بود.